# 雨あがる
『雨あがる』（あめあがる）は、山本周五郎の短編小説。何度か映像化もされている。

## 小説
1951年7月にサンデー毎日増刊号に掲載。『おごそかな渇き』（新潮文庫）に所収。

## 映画

### 2000年の映画
『雨あがる』（あめあがる）は、2000年公開の日本映画。

#### あらすじ
職もなくあてのない旅をする武士「三沢伊兵衛」、そしてその妻「たよ」。ある日大雨で足止めを喰らい、立ち寄った宿で、さまざまな人々の喧嘩に出くわす。命危険を顧みず、仲を取り持つ伊兵衛。その一部始終は藩主の目に届くこととなる。藩主は伊兵衛の人柄を気に召し「剣術指南番」として城に迎い入れようと申し出る。職にありつけるかもしれない、大きな期待を胸に吉報を約束する伊兵衛。しかし、事態は望まぬ方向へと進んでしまう･･･････。･･･そして、雨上がる･･･。晴々とした空、青青とした緑に誘われ再び当てのない旅に出る運びとなった三沢夫婦。しかしながら、二人の心はいつにもまして晴れやかだった。

#### キャスト
- 三沢伊兵衛：寺尾聰
- 三沢たよ：宮崎美子
- 永井和泉守重明：三船史郎
- 奥方：檀ふみ
- 石山喜兵衛：井川比佐志
- 榊原権之丞：吉岡秀隆
- 内藤隼人（小姓）：加藤隆之
- おきん：原田美枝子
- 説教節の爺：松村達雄
- 辻月丹：仲代達矢
- 野田又四郎：山口馬木也
- 鍋山太平：若松俊秀
- 犬山半太夫：隆大介
- おとし：大寶智子
- 朝倉主膳：伊藤紘
- 野呂惣左衛門：児玉謙次
- 梶原太左衛門：重水直人
- 警護の武士：長沢政義
- 宿屋の亭主：下川辰平
- 宿屋の女房：保沢道子
- 宿屋の女中：鈴木美恵
- お遍路の老人：奥村公延
- 鋳掛け屋：頭師孝雄
- 飴売り：杉崎昭彦
- 鋸の見立て屋：都家歌六
- ガ直しの源さん：伊藤哲哉
- 源さんの女房：小熊恭子
- 門弟：野口雅弘
- 腰元：森山祐子、麻生奈美

#### スタッフ
- 監督：小泉堯史
- 脚本・題字：黒澤明
- 監督補：野上照代
- 撮影：上田正治、斎藤孝雄（撮影協力）
- 美術：村木与四郎
- 照明：佐野武治
- 録音：紅谷愃一
- 衣裳：黒澤和子
- 音楽：佐藤勝
- 編集：阿賀英登
- 助監督：鈴木康敬
- スタジオ・エンジニア：多良政司
- 音響効果：斉藤昌利
- 殺陣：久世浩
- 現像：IMAGICA
- プロデューサー：黒澤久雄、原正人
- アソシエート・プロジューサー：桜井勉、吉田佳代
- プロデューサー・アシスタント：荒木美也子
- 製作担当：熊田雅彦、鶴賀谷公彦
- 製作プロダクション：アスミック・エース
- 製作：「雨あがる」製作委員会（スタッフ東京、IMAGICA、博報堂、住友商事、日本カルミック、サミー、テレビ東京、角川書店、アスミック・エース）
- 配給：アスミック・エース、東宝

#### エピソード
黒澤は脚本執筆中に骨折して療養生活に入り、完成させることなく亡くなった。助監督として脚本執筆の手伝いをしていた小泉が黒澤から聞いた構想や残されたノートを参考に補作して完成させたのが、この脚本である。
黒澤の通夜の時、黒澤久雄が「長年黒澤の側にいて尽くしてくれた小泉さんに、恩返しの意味も込めてこの作品の監督をしてほしい」と漏らしている。さらに数日後の黒澤のお別れ会のとき、黒澤組の皆を前に、小泉さんに監督をぜひやってもらいたいので皆協力してほしいと呼びかけ、その後監督として小泉は準備し、8ヶ月後にクランクインする。
音楽では『赤ひげ』までの黒澤映画で何度もコンビを組んでいた佐藤勝が参加したが、公開前の1999年12月5日に死去したため佐藤の映画音楽での遺作となった。

#### 受賞
- 第24回日本アカデミー賞
  - 最優秀作品賞
  - 最優秀脚本賞（黒澤明）
  - 最優秀主演男優賞（寺尾聡）
  - 最優秀助演女優賞（原田美枝子）
  - 最優秀音楽賞（佐藤勝）
  - 最優秀撮影賞（上田正治）
  - 最優秀照明賞（佐野武治）
  - 最優秀美術賞（村木与四郎）

- 優秀監督賞（小泉堯史）
  - 優秀助演男優賞（三船史郎）
  - 優秀主演女優賞（宮崎美子）
  - 優秀録音賞（紅谷愃一）
  - 優秀編集賞（阿賀英登）

- 第43回ブルーリボン賞
  - 助演女優賞（宮崎美子）
- 第56回ヴェネツィア国際映画祭
  - 緑の獅子賞
- 第13回日刊スポーツ映画大賞・石原裕次郎賞
  - 主演男優賞（寺尾聰）

## テレビドラマ
- 1961年8月9日にTBS制作で、「山本周五郎アワー」枠にて放送された（1話完結、出演：尾上松緑、池内淳子）。
- 1967年に関西テレビ制作で放送された（1話完結）。
- 1976年に『夫婦旅日記 さらば浪人』のタイトルで放送された。
- 1982年にフジテレビの「時代劇スペシャル」枠で『道場破り』のタイトルで放送された。主演：若山富三郎。